# 2MASS J07164790-0630369
2MASS J07164790-0630369 ist ein Brauner Zwerg im Sternbild Monoceros. Er wurde 2008 von Ngoc Phan-Bao et al. entdeckt und gehört der Spektralklasse L1 an. Seine Position verschiebt sich aufgrund seiner Eigenbewegung jährlich um 0,122 Bogensekunden.